# پنجاه طیف خاکستری (موسیقی متن)
پنجاه طیف خاکستری: موسیقی متن سینمایی اصلی (به انگلیسی: Fifty Shades of Grey: Original Motion Picture Soundtrack) آلبوم موسیقی متن فیلم پنجاه طیف خاکستری (۲۰۱۵) اقتباسی از رمان ای. ال. جیمز است که در ۱۰ فوریهٔ ۲۰۱۵ توسط ریپابلیک رکوردز منتشر شد.

## فهرست آهنگ‌ها
نویسنده کتاب، ای ال جیمز اعلام کرد موسیقی متن فیلم در ۱۰ فوریه ۲۰۱۵ منتشر می‌شود.
در نتیجه، اولین ترانه به نام "آن را کسب کردم" توسط ویکند در ۲۴ دسامبر ۲۰۱۴ منتشر شد و در ۷ ژانویه ۲۰۱۵ هم آهنگ "واقعاً عاشقم باش" از الی گولدینگ منتشر شد.
| شماره | نام                                               | نویسنده(ها)     | مدت  |
| ----- | ------------------------------------------------- | --------------- | ---- |
| ۱.    | «I Put a Spell on You» (من تو را طلسم کردم)       | سوسومو هیراساوا | ۳:۳۰ |
| ۲.    | «Undiscovered» (کشف‌نشده)                          |                 | ۲:۵۳ |
| ۳.    | «Earned It» (آن را کسب کردم)                      |                 | ۴:۱۰ |
| ۴.    | «Meet Me in the Middle» (با من در میانه دیدار کن) |                 | ۵:۰۸ |
| ۵.    | «Love Me Like You Do» (واقعاً عاشقم باش)           |                 | ۴:۱۲ |
| ۶.    | «Haunted (Michael Diamond Remix)» (هانتد)         |                 | ۵:۰۸ |
| ۷.    | «Salted Wound» (زخم نمکی)                         |                 | ۴:۳۰ |
| ۸.    | «Beast of Burden» (هیولای سنگینی)                 |                 | ۳:۲۹ |
| ۹.    | «I'm on Fire» (من در آتش هستم)                    |                 | ۲:۳۴ |
| ۱۰.   | «Crazy in Love» (مجنون عشق)                       |                 | ۳:۴۶ |
| ۱۱.   | «Witchcraft» (جادو)                               |                 | ۲:۵۱ |
| ۱۲.   | «One Last Night» (یک شب دیگر)                     |                 | ۳:۱۹ |
| ۱۳.   | «Where You Belong» (جایی که به آن تعلق داری)      |                 | ۴:۵۷ |
| ۱۴.   | «I Know You» (من تو را می‌شناسم)                   |                 | ۴:۵۸ |
| ۱۵.   | «Ana and Christian» (آنا و کریستین)               |                 | ۳:۲۴ |
| ۱۶.   | «?Did That Hurt» (درد داشت؟)                      |                 | ۲:۵۴ |